# TSV Hirschaid
Der TSV Hirschaid (Turn- und Sportverein Hirschaid) ist ein Sportverein aus Hirschaid. Der Verein bietet neben Fußball auch die Sportarten Badminton, Basketball, Judo, Ski, Leichtathletik, Schach, Schwimmen, Tischtennis, Turnen und Wandern an.

## Geschichte
Die Geschichte des Fußballs in Hirschaid geht bis ins Jahr 1920 zurück. Zunächst gab es eine Mannschaft des Turnvereins, dann bildete sich ab 1924 ein reiner Fußballverein namens SpVgg Hirschaid. Während der Zeit der Inflation war der Verein sehr sparsam und hatte große Mühe auch finanziell zu überleben. Trotzdem feierten sie schon zu dieser Zeit einige Erfolge, die sich nach dem Bau eines eigenen Spielfeldes Anfang der 1930er Jahre noch mehrten.
Die große Zeit kam aber erst nach dem Zweiten Weltkrieg. Unter der Leitung von Fritz Meusel wurde in kürzester Zeit bis 1947 der Aufstieg in die Kreisliga Oberfranken-West errungen. Die unter dem Namen „Kreisligaelf“ bekannte Mannschaft kam bis ins oberfränkische Pokalendspiel, bis der Verein im Juni 1947 der damaligen Zweitligamannschaft des 1. FC Bamberg knapp mit 3:4 unterlagen. In der Zeit von 1947 bis 1949 spielte der Verein in der Kreisliga. Die sportliche Leistung des Vereins war in diesen Jahren sehr wechselhaft. 
Nachdem der Verein ab 1949 in der A-Klasse spielte, da die A-Klasse die Kreisliga ablöste, spielten sie dort bis zur Saison 1954/55. 1955/56 folgte der Abstieg in die B-Klasse, aber nach zwei Jahren stieg der Verein wieder in die A-Klasse auf, in der sich die Mannschaft bis Saison 1964/65 hielt. Als der Verein 1965 mit nur einem Punkt Rückstand den Aufstieg in die Bezirksliga verpasst hatte, stieg die Mannschaft im darauf folgenden Jahr ab. Der Verein spielte zwei Jahre lang in der B-Klasse, bis der TSV Hirschaid 1966/67 die Meisterschaft in der B-Klasse feierte. Damals waren auch noch Entscheidungsspiele notwendig, um die Meisterschaft zu gewinnen. Die Mannschaft gewann diese mit 1:1 und 5:2 gegen den Rivalen aus Strullendorf. 
In der A-Klasse Saison 1967/68 belegte der TSV punktgleich mit dem ASV Sassanfahrt den aufstiegsberechtigten Platz. Das Entscheidungsspiel gegen den SC 08 Bamberg konnte der Hirschaider Verein mit 1:0 für sich entscheiden. Damit belegte der Verein den 1. Platz und war zum Aufstieg in die Bezirksliga berechtigt. Nachdem aber das Sportgericht nach drei Fällen entschied, musste der Verein doch weiterhin in der A-Klasse spielen. Aber im darauf folgenden Jahr konnte man den 1. Platz erringen, mit vier Punkten Vorsprung auf den ASV Sassanfahrt. Aber auch die 2. und die 3. Mannschaft feierte in diesem Jahr die Meisterschaft. Das ist bis heute einzigartig. 
Gleich im ersten Jahr in der Bezirksliga in der Saison 1969/70 konnte der Verein die Vizemeisterschaft erringen. Das hatten sie auch ihrem 1966 verpflichteten Spielertrainer Fried zu verdanken, der damals vom 1. FC Bamberg kam. 
Der Verein spielte ab sofort dauerhaft in der Bezirksliga, bis der TSV sogar 1979 den Aufstieg in die Bayernliga verzeichnen konnte. Dort folgte allerdings der direkte Wiederabstieg. Die Mannschaft hielt sich dann bis 1984 in der Landesliga, bis der Verein dann aus der Landesliga in die Bezirksliga abstieg. Dort spielte der Verein bis 1988 in der Bezirksliga, als der Turn- und Sportverein dann als Meister in die Bezirksoberliga aufstieg. Dort stieg der Verein in die Landesliga auf. Da stieg der Verein allerdings als Tabellenletzter wieder in die Bezirksoberliga ab. Als 1992 der Verein aus der Bezirksoberliga abstieg, musste der TSV ab sofort in der Bezirksliga spielen. Nach zwei Jahren folgte dann der Abstieg aus der Bezirksliga in die A-Klasse. Nachdem der Hirschaider Turn- und Sportverein sich in dem ersten Jahr in der A-Klasse mit einem guten 7. Tabellenplatz hielt, folgte im nächsten Jahr der Sturz in die B-Klasse (Kreisklasse). In der Saison 1996/97 erreichte der TSV in der Kreisklasse einen 2. Tabellenplatz, der zur Teilnahme an der Relegation berechtigte. Dort gewann der Verein mit 4:1 und war zum Aufstieg in die Kreisliga berechtigt. Der Verein spielte in der Kreisliga gut mit und war 2001 als Meister zum Aufstieg in die Bezirksliga berechtigt. Zwischendurch wurde die Bezirksliga erreicht, jedoch stieg man 2015 wieder in die Kreisliga ab.